# トマトアンドアソシエイツ
株式会社トマトアンドアソシエイツ（英語: TOMATO AND ASSOCIATES CO.,LTD）は、兵庫県西宮市山口町に本社を置き、ハンバーグレストラン「トマト&オニオン」と焼肉レストラン「焼肉じゅうじゅうカルビ」を運営するすかいらーくグループ傘下の外食産業企業。

## 歴史・概要
20代後半で既に喫茶店やパブなど9店を経営していた創業者の櫻木博が、生きがいを感じられて成長性のある業態としてファミリーレストランを選び、京都府舞鶴市の住宅街の古い民家を借りて改装し、1973年（昭和48年）8月10日に「トマト&オニオン」の1号店を開店したのが始まりである。
創業時には、家庭のダイニングをそのまま店舗化したような店づくりを目指して「ファミリー・ダイニング・ハウス」を名乗り、家庭の台所の様なくつろぎのあるゆったりとしたレイアウトを採用。そのため、厨房も客席のあるフロアの一角に設けて調理スタッフも客と顔を合わせる店舗形態とした。主力商品としたハンバーグステーキは、焼き上がりでも丸みを帯びた形を保つと同時に肉汁が中に残る様なものを提供できる仕組みを構築し、成型して冷凍したことで周囲が角ばって肉汁が中に残っていなかった大手ファミリーレストランのハンバーグステーキとの差別化を目指した。
当初は直営店のみで展開していたが、飲食店の経営引き継ぎに際してノウハウを持つ企業を探していた今治デパートから提携を申し込まれ、1986年（昭和61年）5月に「トマト&オニオン」のフランチャイズ1号店として今治別宮店を開店した
。
1996年（平成8年）1月25日に営業本部を大阪府吹田市豊津町から大阪府豊中市江坂町の大同生命ビルに移転して大阪本社とし、フランチャイズチェーン本部の体制強化を図った。
同年6月には大阪府吹田市に「ラーメンテラス トムトン」1号店を開店し、同月下旬には栄育農産を技術指導して大韓民国龍仁市に「トマト&オニオン」の韓国1号店を開店した。
1998年（平成11年） 12月に兵庫県伊丹市に焼肉レストラン「焼肉じゅうじゅうカルビ」の1号店を開店し、焼き肉店業態へ参入した。
2000年（平成12年） 3月9日に奈良県天理市に「トマト&オニオン」のチェーン100号店を開店した。
ファミリーレストランの「トマト&オニオン」と焼肉レストラン「焼肉じゅうじゅうカルビ」の2業態を全国各地に展開している。
2006年3月にすかいらーく（現：すかいらーくホールディングス）のグループの傘下に入った。同グループ入りした直後の同年4月18日付で登記上の本店も、創業地の京都府舞鶴市から当時実質的な本社機能があった吹田市に移転した。フランチャイズ募集は継続して行われており、そのノウハウはすかいらーくグループ内で始まったのれん分け制度発足の礎となっているとみられる。
2014年8月に本社を大阪府吹田市から兵庫県西宮市（阪神流通センター内）へ移転。
すかいらーくグループ入り後は事業の再構築による見直しがなされ、「焼肉じゅうじゅう十兵衛」の「焼肉じゅうじゅうカルビ」への統合、「串焼七兵衛」の撤退、その他トマト&オニオン業績不振店の閉店などにより店舗数が大幅に減少した。その一方で、焼肉業態「じゅうじゅうカルビ」は堅調な推移を見せ、2012年末には同じすかいらーくグループのジョナサンが関東圏で展開していた焼肉業態「旨っカルビ」の一部を「じゅうじゅうカルビ」へ転換、従来はトマト&オニオン我孫子店しかなかった関東圏市場を開拓するようになった。
2024年（令和6年）2月末時点で秋田県から南は沖縄県まで全国80店舗（トマト&オニオン41店舗・焼肉じゅうじゅうカルビ39店舗・2024年3月現在）を展開している。

## 沿革
- 1973年（昭和48年）[2]8月10日[3][4] - 櫻木博が京都府舞鶴市に「トマト&オニオン」の1号店を開店[2]。（「創業店」という支店名で営業していた[4]）
- 1978年（昭和53年）10月 - 会社設立[14]。
- 1985年（昭和60年）10月 - 現社名へ商号を変更[広報 1]。
- 1987年（昭和62年）5月 - 関西本部を大阪府枚方市に開設[広報 1]。
- 1990年（平成2年）3月 - 営業本部を江坂地区に開設[広報 1]。
- 1996年（平成8年）
  - 1月25日 - 営業本部を大阪府豊中市江坂町大同生命ビルに移転して大阪本社を開設[9]。
  - 6月 - 大阪府吹田市に「ラーメンテラス トムトン」1号店を開店[10]。
  - 6月下旬 - 栄育農産を技術指導して大韓民国龍仁市に「トマト&オニオン」の韓国1号店を開店[11]。
- 1998年（平成11年） 12月 - 兵庫県伊丹市に焼肉レストラン「焼肉じゅうじゅうカルビ」の1号店を開店[12]。
- 2001年（平成13年）3月9日 - 奈良県天理市に「トマト&オニオン」のチェーン100号店を開店[13]。
- 2006年（平成18年） - すかいらーくのグループの傘下に入る[広報 1]。
- 2009年（平成21年）8月 - 大阪本社を兵庫県西宮市山口町下山口の阪神流通センター内に移転[広報 1]。
- 2019年（平成31年） - 2月25日、首都圏や関西などのじゅうじゅうカルビの店舗で、O157による食中毒が発生したとして、同日より[広報 3][15]3月16日[広報 4]まで全店舗で営業を自粛した。

## 展開中の業態

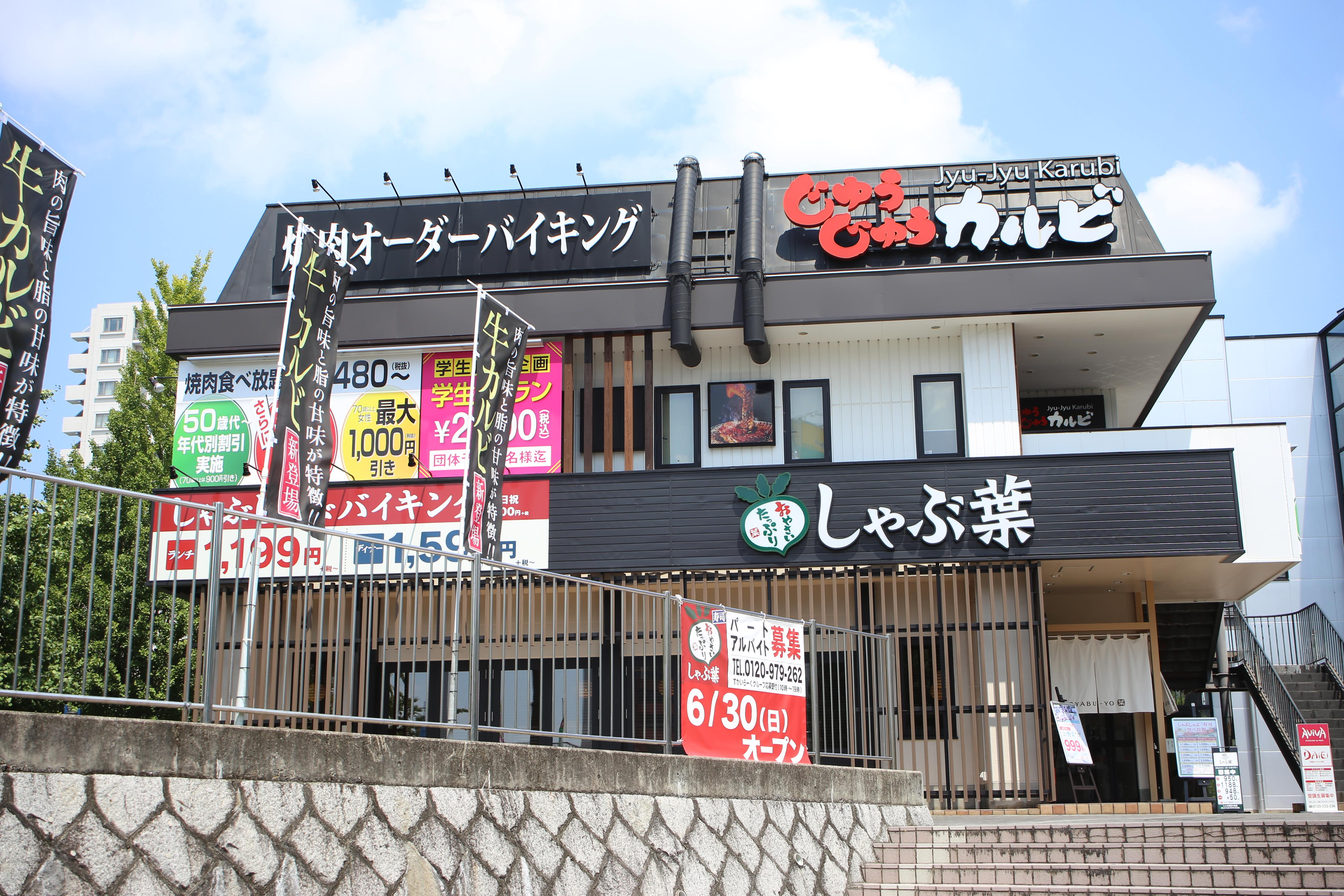
焼肉じゅうじゅうカルビ（2019年）

- トマト&オニオン[広報 1]
- 焼肉じゅうじゅうカルビ[広報 1]

### 広報など1次資料
1. 1 2 3 4 5 6 7 8 9 10 11 12 13  “会社案内”.   トマトアンドアソシエイツ. 2023年9月1日閲覧。
2. ↑  “第45期（2022年12月期）決算公告”.   トマトアンドアソシエイツ. 2023年9月1日閲覧。
3. ↑  『「じゅうじゅうカルビ」全店一時閉店に関するお詫びとお知らせ』（プレスリリース）すかいらーくホールディングス・トマトアンドアソシエイツ、2019年2月25日。2019年2月27日閲覧。
4. ↑  『「じゅうじゅうカルビ」における食中毒発生に関するお詫びと営業再開のお知らせ』（プレスリリース）トマトアンドアソシエイツ、2019年3月16日。2019年4月1日閲覧。